# 舒德
舒德（德語：Johannes Schütte，1913年4月23日—1971年11月18日），是天主教德國籍神父及聖言會會士。曾任河南省新鄉宗座監牧區宗座監牧（1948年-1971年）。

## 生平
舒德出生於1913年4月23日，德意志帝國北萊茵-西法倫州魯爾區的城市埃森。1934年，20歲時加入聖言會會士及宣發初願，並在1938年宣發永願。1939年8月24日，舒德在26歲時晉鐸，被派往中國河南省傳教。
1948年米干宗座監牧榮休及返回美國，時任教宗庇護十二世任命44歲的舒德神父成為新鄉宗座監牧區宗座監牧。
1949年10月1日，中國共產黨在中國大陸地區建立中華人民共和國，並開始針對天主教進行宗教迫害及打壓，教會已經無法正常運作。1950年代初，舒德宗座監牧被捕，且與其他的外籍傳教士被中國政府驅逐出境，而需要由中國本地神父繼續管理宗座監牧區內的教務。
1958年3月28日，舒德神父被選為聖言會總會長。舒德神父曾出席1962年至1965年間舉行的梵蒂岡第二屆大公會議。1967年12月15日，擔任總會長任期滿後在1968年出任聖言會副秘書長。1971年11月18日，舒德神父在意大利羅馬去世，享年52歲。